# Сплетня (фильм, 2008)
«Сплетня» (англ. The One That Got Away) — канадский телевизионный художественный фильм, драма. Премьера фильма состоялась 20 апреля 2008 в Канаде. В России был показан на русской версии телеканала Hallmark.

## Сюжет
Мать-одиночка Джоанна возвращается в свой родной тихий городок пожить к брату, из-за сложного развода с мужем. Вскоре она встречает там своего бывшего поклонника Скотта Лотона, который был влюблен в неё во время совместной учебы в институте, а сейчас женат на учительнице физкультуры. И она вдруг влюбляется в него.

## В главных ролях
| Актёр              | Роль        |
| ------------------ | ----------- |
| Келли Уильямс      | Джоанна     |
| Кристен Холден-Рид | Скотт Лотон |

## Оценки
Обозреватель сайта The Movie Scene Энди Вебб оценил телефильм на три звезды из пяти. Критик назвал фильм «чрезвычайно медленной драмой», найдя в нём «скудный сюжет, поданный в летаргической манере».